# Ruth Connell
Pour les articles homonymes, voir connell.
Ruth Connell, née le 20 avril 1979 à Falkirk (Écosse), est une actrice, danseuse et chorégraphe britannique. 
Elle est principalement connue pour son rôle de Rowena dans la série télévisée américaine Supernatural.

## Biographie

### Enfance
Ruth est l'unique fille de David Connell, entraîneur de football et de Fiona Connell, institutrice. Elle commence très tôt à prendre des cours de danse dans lesquels elle s'avère talentueuse ce qui lui permet de rejoindre l'école de danse : Scottish Ballet's Vocational Dance Education Scheme. 
Enchainant les rôles durant son adolescence, notamment celui de Clara dans Nutcracker, elle remporte les titres de « Scottish Junior Ballet Champion » et « Scottish Senior Ballet champion » lors de festivals en Écosse.

### Carrière
Sa carrière débute en tant que danseuse professionnelle en travaillant pour de nombreuses compagnies telles que The Curve Foundation et Jazz Art UK.
Elle décide de se lancer par la suite dans une carrière de comédienne en intégrant le Rose Bruford College of Speech and Drama à Londres où elle réussit à obtenir un B.A. (Hons) en arts dramatiques. 
Après l'obtention de son diplôme, Ruth décroche le rôle principal d'une pièce de théâtre de Bertolt Brecht en 2004, intitulée The Caucasian Chalk Circle en interprétant le personnage de Grusha.
En 2005, elle entame une tournée dans tout le Royaume-Uni en jouant dans de nombreuses pièces de théâtre : Men Should Weep avec la « Oxford Stage Company's » pour le rôle de Lisa. Elle enchaine l'année suivante en décrochant le rôle principal de Gretchen et d'Hélène de Troie dans l'opéra Faust au Royal Lyceum Theatre à Édimbourg. En 2007, dans le contexte du rachat du Citizens Theater par Alex Norton, elle joue le rôle de Lily dans la pièce No Mean City puis, en 2008, le double rôle de Mme Beaver/Mme Mcready au « Royal Lyceum Theatre » pour la pièce Le Lion, la Sorcière blanche et l'Armoire magique. 
Avant de partir à Los Angeles, elle joue dans deux autres pièces : Le Songe d'une nuit d'été et Hansel et Gretel au « Avenue Theatre Company » dans le quartier de Greenwich à Londres,.
En dehors du théâtre, Ruth débute à la télévision en interprétant le rôle d'Olga dans la sitcom britannique Above Their Stations en 2010. Elle poursuit sa carrière aux États-Unis en 2011 où on a pu la voir jouer dans quelques films tels que Folklore ou The Cursed Man. 
En 2014, elle s'est notamment fait remarquer en décrochant le rôle de la sorcière Rowena, la mère du démon Crowley (Mark Sheppard) dans la série télévisée Supernatural aux côtés de Jensen Ackles, Jared Padalecki et Misha Collins. Elle quitte la série en 2019 au cours de la saison 15.
En 2015, elle devient la voix officielle du personnage de Disney du nom de Mérida, lui permettant ainsi de doubler ce personnage à deux reprises : pour le jeu vidéo Disney Infinity 3.0 et pour la série télévisée Princesse Sofia.

## Filmographie

### Cinéma
- 1998 : The Soldier's Leap : Une londonienne
- 2012 : A Perfect Ending : Mourner
- 2012 : Folklore : Marylane Heth
- 2013 : Meth Head : Louise
- 2015 : Hara Kiri : Candy
- 2018 : For the Love of George de Maria Burton : Stacy
- 2019 : Open House de Michael Muncatchy : Linda
- 2020 : The Cursed Man de James L. Perry : Bonnie
- 2021 : Hexengeddon de Malcolm Harris : Lady Margaux
- 2023 : Nandor Fodor and the Talking Mongoose (en) : Madame Irving

### Télévision

#### Séries télévisées
- 2003 : Meades eats : un membre du personnel médical
- 2014-2020 : Supernatural : Rowena MacLeod (33 épisodes)
- 2021 : Doom Patrol : l'infirmière de nuit (1 épisode)
- 2023 : The Winchesters : Rowena MacLeod (1 épisode)
- 2024 : Dead Boy Detectives : la veilleuse de nuit de l'Au-Delà (7 épisodes)

#### Téléfilms
- 2010 : Above Their Stations  : Olga

## Doublage

### Animation
- 2015 : Princesse Sofia : Mérida
- 2021 : Bienvenue chez les Loud, le film : commerçante de frites, chauffeuse

### Jeux vidéo
- 2015 : Disney Infinity 3.0 développé par Avalanche Software : Mérida

## Théâtre
- Faust : Gretchen
- Men Should Weep : Isa
- Faust Part 2 : Hélène de Troie
- Merchant of Venice : Jessica
- No Mean City : Lily
- The Caucasian Chalk Circle : Grusha
- Peter Pan : le tigre Lily
- Charles Edward Stuart : Clémentina
- Le Lion, la Sorcière blanche et l'Armoire magique : Mme Beaver / Mme Mcready
- A Midsummer Night's Dream : Titania
- Jimmy C : Maud Gonne
- Hansel et Gretel : la belle-mère
- Peter Pan: The Boy Who Hated Mothers : Mrs Darling / Captain Hook
- Aladdin : Lei Lei
- The anatomist : Chorus

## Danse
- Jazz Art
- The Nutcracker
- In Situ Dancer
- Guts and Grace
- Gaining Ground
- The Nativity

## Distinctions

### Récompenses
- Boston Sci-Fi Film Festival pour « Best Acting Ensemble »[9]
  - 2012 : Folklore : Marylane Heth

### Nominations
- BroadwayWorld Los Angeles Awards de la « Meilleure comédienne »[10]
  - 2010 : Peter Pan: The Boy Who Hated Mothers : Mrs Darling/Captain Hook
- The International Horror and Sci-Fi Film Festival pour « Best Sci-Fi Feature »
  - 2012 : Folklore : Marylane Heth